# Guayama FC
El Guayama FC es un equipo de fútbol de Puerto Rico que juega en la Puerto Rico Soccer League, el torneo de fútbol más importante del país.

## Historia
Fue fundado en el año 1959 en la ciudad de Guayama y es uno de los equipos amateur que integraron el fútbol de Puerto Rico antes de la etapa profesional y fueron de los equipos que formaron la nueva temporada del 2012 tras la reestructuración de la liga. Nunca han ganado el título de liga en su historia y cuentan con secciones en otros deportes.
A nivel internacional han participado en un torneo continental, en la Copa de Campeones de la Concacaf 1992, en la cual abandonaron el torneo en la ronda preliminar del grupo 2 del Caribe cuando iban a enfrentarse al Rockmaster FC de las Islas Vírgenes Estadounidenses.

## Participación en competiciones de la Concacaf
- Copa de Campeones de la Concacaf: 1 aparición

1992 - abandonó en la Ronda Preliminar del Grupo 2 del Caribe.